# Сошин, Дмитрий Олегович
Дми́трий Оле́гович Со́шин (род. 14 июля 1970 года, пос. Безенчук, Куйбышев) — российский тележурналист, корреспондент YouTube-канала «Редакция» с 2020 года. Ранее работал штатным корреспондентом на телеканалах ТВ-6, ТВС, НТВ и «Первом канале».

## Биография
Дмитрий Сошин родился 14 июля 1970 года в посёлке Безенчук под Куйбышевом в семье военного. По собственным воспоминаниям, ввиду профессии отца Сошин всё детство вместе с матерью перемещался по городам отцовской службы. Одно время проживал вместе с родителями в ГДР. В 1992 году окончил факультет журналистики МГУ имени М. В. Ломоносова.
В первые годы активной работы на телевидении работал продюсером, помогал западным журналистам снимать новости и документальные фильмы о России. По состоянию на 1998 год работал продюсером в московской студии Второго немецкого телевидения (ZDF). В 2000 году занимался корпоративными пиар-проектами.
С 2001 года работает корреспондентом на российском телевидении. С сентября 2001 по январь 2002 года — специальный корреспондент Службы информации телекомпании ТВ-6. Работал для телепрограмм «Сейчас» и «Итоги», делал репортажи из горячих точек, в частности, в начале войны в Афганистане.
С июня 2002 по июнь 2003 года работал в той же должности в информационных программах «Новости» и «Итоги» телеканала ТВС, основанного бывшими журналистами старого НТВ и ТВ-6. Был одним из постоянных авторов журналистского телепроекта «Новый век».
После закрытия ТВС в июне 2003 года вместе со многими коллегами по информационной службе перешёл на работу на телеканал НТВ. С июня 2003 по июль 2005 года — специальный корреспондент Службы информации НТВ. В разное время работал для телепрограмм «Сегодня», «Страна и мир», «Личный вклад» и «Намедни». В этот период деятельности освещал взрыв на шахте «Тайжина» в Кемеровской области, церемонию вручения премии «ТЭФИ-2004», где одна из статуэток досталась программе «Сегодня», во время парламентских выборов 2003 года работал корреспондентом в штабе «Союза правых сил». Последняя заметная работа Сошина как корреспондента НТВ была связана с освещением взрывов в Лондоне, произошедших в июле 2005 года.
В июле 2005 года перешёл на «Первый канал», где с сентября 2005 по январь 2010 года являлся заведующим региональным корреспондентским пунктом — собственным корреспондентом Дирекции информационных программ телекомпании в Берлине (Германия), сменил на этой позиции Олега Мигунова. Здесь и далее работал в телепрограммах «Новости» и «Время». О начальном периоде работы на этом корреспондентском пункте журналист вспоминает следующим образом:

«…Предложение „Первого канала“ поехать в Берлин было для меня неожиданным. Это произошло в 2005 году, я тогда работал в другой телекомпании. И совсем не был уверен, что Германия — моя страна, но потом понял: это было правильное решение. <…> Но первые дни в Берлине показали — мой немецкий далёк от совершенства. Доучивал в процессе, „тренировался“ на героях репортажей».

Финалист премии «ТЭФИ-2007» как автор репортажа «Бухенвальд» от мая 2007 года и «ТЭФИ-2009» как автор телерепортажа «Бавария — школа пения». Член Академии Российского телевидения с 2010 года.
С февраля 2010 по июнь 2017 года — заведующий корреспондентским пунктом — собственный корреспондент «Первого канала» в Лондоне, Великобритания, сменил на этой позиции Ираду Зейналову. Помимо работы над информационными сюжетами, Сошин сделал два документальных фильма о летних Олимпийских играх 2012 года: «Олимпиада и Лондон: брак по любви» — о подготовке к Играм, и «Битва на Темзе», в который вошли все самые яркие и запоминающиеся моменты прошедших соревнований. Иногда делал репортажи и из других стран Европы. Последний его репортаж как штатного сотрудника телеканала вышел в эфир 9 июня 2017 года. Его место в октябре 2017 года занял Тимур Сиразиев.
В дальнейшем прекратил постоянную штатную работу на телевидении, в качестве свободного журналиста сотрудничал с разными телеканалами и писал тексты и статьи в разные печатные издания.
В марте 2018 года Дмитрий Сошин запустил свой YouTube-канал «Сошин ТВ» (Soshin TV). По авторской задумке, журналист, живущий между Москвой и Лондоном, показывает на нём всё то, что кажется интересным лично ему: интервью, авторские комментарии и репортажи, а также архивные видеоматериалы своих телевизионных работ прошлых лет.
В ноябре 2020 года на YouTube-канале «Редакция» Алексея Пивоварова вышел небольшой фильм про «краснодарского ревизора», в котором Дмитрий участвовал в качестве интервьюера и корреспондента, а в апреле 2021 года — спецрепортаж «Что происходит в Крыму 7 лет спустя».
В марте 2024 года, после принятия закона о запрете рекламы у иноагентов, Дмитрий Сошин и другие авторы покидают канал «Редакция» и организовывают отдельный канал «Контекст», на котором публикуют видео в формате рубрики «Редакция — Контекст».

## Семья
Дмитрий Сошин женат, имеет двоих детей.

## Награды
- Благодарность Президента Российской Федерации (23 апреля 2008 года) — «за информационное обеспечение и активную общественную деятельность по развитию гражданского общества в Российской Федерации»[40].